# Nghĩa Khánh
Nghĩa Khánh là một xã thuộc tỉnh Nghệ An, Việt Nam. Xã được hình thành trên cơ sở sáp nhập các xã Nghĩa An, Nghĩa Đức và Nghĩa Khánh của huyện Nghĩa Đàn trong đợt Sáp nhập tỉnh thành Việt Nam 2025.

## Địa lý
Xã Nghĩa Khánh có vị trí địa lý:
- Phía Đông giáp xã Nghĩa Lộc;
- Phía Nam giáp xã Tân Phú;
- Phía Tây giáp xã Minh Hợp;
- Phía Bắc giáp xã Nghĩa Hưng, phường Thái Hòa và xã Đông Hiếu.

Xã Nghĩa Khánh có diện tích tự nhiên 77,72 km².

## Hành chính và tên gọi
Xã Nghĩa Khánh được thành lập theo Nghị quyết số 1678/NQ-UBTVQH15 của Ủy ban Thường vụ Quốc hội Việt Nam, ban hành ngày 16 tháng 6 năm 2025. Theo đó, sắp xếp toàn bộ diện tích tự nhiên, quy mô dân số của các xã Nghĩa An, Nghĩa Đức và Nghĩa Khánh thuộc huyện Nghĩa Đàn trước đây thành một xã mới có tên gọi là xã Nghĩa Khánh.
Trước đó, theo Đề án sắp xếp đơn vị hành chính cấp xã tỉnh Nghệ An, xã này là xã Nghĩa Đàn 6.
Sau sắp xếp xã có diện tích tự nhiên: 77,72 km², quy mô dân số: 25.653 người.